# Jimmy Gallagher
James J. Gallagher (Kirkintilloch, 1901. június 7. – Cleveland, 1971. október 7.) skót születésű, egykori amerikai válogatott labdarúgó.
Az amerikai válogatott tagjaként részt vett az 1930-as és az 1934-es világbajnokságon.

## Sikerei, díjai
USA
- Világbajnoki bronzérmes (1): 1930